# Боеве на подстъпите към Сталинград
Боевете на подстъпите към Сталинград от 17 юли до 12 септември 1942 година са началният етап на Сталинградската битка, в която един на друг се противопоставят Съветският съюз и Нацистка Германия. Германските войски настъпват на широк фронт и изтласкват съветската отбрана първо на левия бряг на река Дон, а впоследствие и до Волга. Този успех на немците им дава възможност да щурмуват самия Сталинград през септември – ноември същата година.

## Ход на военните действия

### Бойни действия край Дон
На 17 юли предните части на 6-а немска армия на Фридрих Паулус (в състав от 14 дивизии след прехвърлянето на съединения към група армии „А“) са пресрещнати при големия завой на Дон – на рубежа на реките Чир и Цимла. В продължение на шест дни съветските войски, подпомагани от авиацията на 8-а въздушна армия на генерал Хрюкин (над 700 самолетоизлитания за периода), удържат първия отбранителен рубеж. Пропада опитът на германците за овладяване от движение на Калач на Дон – най-краткия път към Волга. Командването на 6-а армия е принудено преждевременно да вкара в боя част от главните си сили, тъй като темпът на придвижване значително спада – до 12 – 15 км на денонощие. Руснаците печелят ценно време за доукрепяване на града и за усилване на войските си в района – на 22 юли в състава на Сталинградския фронт допълнително са придадени 2 стрелкови дивизии, танков корпус, 4 отделни танкови бригади, 2 изтребителни бригади и няколко отделни полка. На 26 и 27 юли започват да пристигат и предислоцираните от Далечния изток 6 стрелкови дивизии. За немското командване и за Хитлер става очевидно, че на сталинградското направление предстои среща с нова силна групировка на съветските войски. С придвижването на група армии „А“ към Кавказ, районът на сталинградските боеве все повече заплашва нейния тил. Без овладяването на града, устойчивостта на целия южен фронт на германците е под въпрос. По този начин, от сражението при Волга все повече зависят настъпателните планове на ОКВ. Затова, само две седмици след като е изпратена на юг, 4-та танкова армия е върната на сталинградското направление, а 6-а армия е значително подсилена. На 19 юли към нея е включен 14-и танков корпус (2 дивизии) от резерва на ОКХ, на 20 юли е върнат и 51-ви армейски корпус (в състав 3 дивизии), а на 22 юли пристига и една охранителна дивизия. Така, за кратко време, в района на големия завой на Дон, немците създават най-плътната групировка войски по целия Източен фронт – нейните флангове се осигуряват от 8-а италианска и 3-та и 4-та румънски армии.
Придвижвайки се в югоизточно направление, войските на 6-а немска армия до вечерта на 22 юли излизат на главната полоса на отбраната на Сталинградския фронт – на 120 км от града. На разсъмване на следващия ден, северният фланг на германците започва настъпление срещу деснофланговите дивизии на 63-та армия. На 25 юли в атака е хвърлено в боя и южното крило – ударът е нанесен по 229-а и 214-а стрелкови дивизии, командвани съответно от полковник Сажин и генерал Николай Бирюков.
Към края на деня, имайки превъзходство в техника и жива сила, немските войски успяват да извършат пробив на десния фланг на 64-та армия. Командването на Сталинградския фронт решава да нанесе контраудар по противника. В помощ на ръководството е изпратен началникът на Генералния щаб – генерал Александър Василевски. Подготвения в кратки срокове контраудар е нанесен на 25 – 27 юли. Той не успява да донесе съществена промяна в създалото се положение, но все пак „...провали плана на противника да обкръжи и унищожи 62-ра армия, и не му позволи да осъществи стремителен скок за овладяването на Сталинград от движение“.
Командването на 6-а армия включва почти всичките си сили в сражението. Упоритите боеве на десния бряг на Дон принуждават Върховното командване на Вермахта да изпрати още подкрепления – 17-и и 11-и армейски корпуси. Пристигналата на 1 август 4-та танкова армия незабавно е хвърлена в боя, със задачата да нанесе удар от югозапад – по пътя Тихорецк – Сталинград. С цел усилване на 6-а армия, са привлечени и частите ѝ, намиращи се на участъка Вешенская, Павловск. Там те са заменени от 8-а италианска армия.
Ставката, информирана от разузнаването си за изнасянето на немските танкови части, предприема незабавни мерки – на външния пояс на отбраната е разположена 57-а армия на генерал Фьодор Толбухин, а откъснатата от Севернокавказкия фронт 51-ва армия на генерал Коломиец, също е придадена към защитата на Сталинград. Мероприятията по разполагането на войските обаче не са извършени навреме и още на 2 август, 48-и немски танков корпус, подхождащ към Котелниковски от юг, помита току-що пристигналите 4 батальона от 208-а стрелкова дивизия на 64-та армия.
Във връзка с изостреното положение на армията, нейният командир – генерал Михаил Шумилов, взема решение да усили левия ѝ фланг, като създаде специална оперативна група под командването на своя заместник – генерал Василий Чуйков. До вечерта на 4 август в групата влизат 4 дивизии, 2 бригади и 2 полка реактивна артилерия. Не достигат обаче боеприпаси и напълно липсват зенитни картечници и оръдия. Левия фланг на групата се оказва напълно открит, тъй като отстъпващата към Елиста 51-ва армия е откъсната на 90 км. Взето е решение групата да се изтегли на брега на река Аксай, където да води отбрана в 50-километрова полоса. На участъка на външния отбранителен пояс Капкинский, Абганерово се изнася и 126-а стрелкова дивизия.
В същото време продължават боевете на големия завой на Дон. Под силния натиск на немските части, съветските войски се оттеглят на външния пояс на отбраната, а на места даже изоставят и този рубеж. Голяма помощ на сухопътните войски оказват 8-а въздушна армия и авиацията за далечно действие. Особено се отличава 434-ти изтребителен авиационен полк на майор Клешчев (за 18 дена летците на полка провеждат 144 въздушни боя и свалят 36 немски самолета) и 150-и бомбардировъчен полк на подполковник Полбин (за 4 дена полка унищожава 40 танка и 50 автомобила на врага).

### Прегрупиране на противниците
Така в началото на август ясно се очертават две оперативни направления – едното на северозапад, от района на Вертячий, Калач, а другото – на югозапад, от района на Аксай. Затова Ставката решава да раздели Сталинградския фронт на два самостоятелни – Сталинградски (63-та, 21-ва, 4-та танкова и 62-ра армия, и 28-и танков корпус) и Югозападен (64-та, 57-а, 51-ва, и 1-ва гвардейска армия, 8-а въздушна армия, какго и всички други отделни части, намиращи се на южния фас на външния пояс на отбраната). За главнокомандващ на новия фронт от 7 август е назначен генерал Андрей Ерьоменко.
На 10 август завършват започналите на 17 юли сражения на далечните подстъпи към Сталинград. Немските войски ликвидират окончателно плацдармите на руснаците на десния бряг на Дон и излизат на външния пояс на отбраната на града. Загубено е обаче ценно време.
В продължение на няколко дни продължава усилването на немската група армии „Б“ за сметка на резервите на ОКХ – 52-ри армейски корпус е изпратен да осигури фланга ѝ откъм Астрахан, а авиацията на 4-ти въздушен флот се пребазира на летища по-близо до Волга. Съветското командване също използва няколкото дни затишие за прегрупиране – Сталинградския фронт е подчинен на главнокомандващия на Югоизточния – генерал Ерьоменко. Под негово командване приминават и Волжката военна флотилия на контраадмирал Рогачев, и Сталинградския корпусен район за ПВО на полковник Райнин. Като член на военния съвет на двата фронта, на 13 август е изпратен Никита Хрушчов. Формирана е нова въздушна армия – 16-а, на базата на две дивизии, изпратени от резерва на Ставката, към които са придадени още две от състава на 8-а въздушна армия. За осигуряване на левия фланг на фронта е изпратена 1-ва гвардейска армия (4 стрелкови дивизии) на генерал Кирил Москаленко, която се дислоцира в района на Иловлинская.

### Боевете между Дон и Волга
В средата на август сраженията се пренасят на близките подстъпи на града. На 19 август, германците атакуват от северозапад с три армейски корпуса в участъка между Трьохостровская и Лученский. Задачата им е да излязат на Волга, северно от Сталинград. На 22 август германците овладяват в района на Песковатка (на десния бряг на Дон) плацдарм, широк 45 км, пробивайки външната отбрана на града. На плацдарма са съсредоточени 6 дивизии и на следващия ден настъплението продължава към Вертячий и Бородин. Силен удар е нанесен и по 98-а стрелкова дивизия и 28-и танков корпус на Червената армия, които са изтласкани на север. Не издържа и средния пояс на отбраната – изпратената на помощ 35-а гвардейска дивизия на генерал Василий Глазков пристига със закъснение и под натиска на немските части руснаците изоставят и тези позиции.
Едновременно с действията на северния участък, на 21 август са подновени и тежките боеве на западния и южния край на отбраната. Оттам настъпва 4-та немска танкова армия.
Особено тежък за съветските войски се оказва 23 август. 14-и танков корпус на германците пробива към Волга – в района на селището Ринок, северно от Сталинград. 62-ра армия е отрязана в града от останалите сили на фронта. Дясното крило на Сталинградския фронт (63-та, 21-ва, 1-ва гвардейска и 4-та танкова армии) незабавно нанася удар от север, но без успех. В същото време, на вечерта на 23 август, танковете на германците пробиват и от юг – в района на езерото Цаца, на дълбочина до 25 км. Контраатаките на съветските 64-та и 57-а армии временно забавят настъплението, но с прегрупиране (48-и танков корпус е изпратен към Абганерово), на 29 август германците успяват да пробият фронта на 64-та армия. Застрашени са тиловете на 64-та и 62-ра армии и Ерьоменко решава да изтегли войските на средната отбранителна линия. Но те не успяват да се оттеглят своевременно и на 31 август немските части пробиват и нея – в района на Гавриловка. Вечерта на 2 септември частите на армиите се оттеглят на вътрешния пояс на отбраната.
Отрязаната в града 62-ра армия минава под командването на Югозападния фронт. За оказване на практическа помощ, още на 25 август в Сталинград е изпратен и Георгий Жуков – заместник на върховния главнокомандващ Сталин. Веднага е взето решение за нови контраудари от северната страна, за да се отслаби натиска на германците към града. 24-та, 1-ва гвардейска и 66-а армия неколкократно се опитват да ликвидират образувания коридор, но безуспешно. На 12 септември германците се доближават на няколко километра от града. 